# فدراسیون فلوربال ارمنستان
فدراسیون فلوربال جمهوری ارمنستان (ارمنی: Հայաստանի ֆլորբոլի ֆեդերացիա) که با نام فدراسیون فلوربال ارمنستان نیز شناخته می‌شود، نهاد تنظیم‌کننده ورزش فلوربال در ارمنستان می‌باشد که توسط کمیته المپیک ارمنستان اداره می‌شود و مقر آن در شهر وانادزور واقع شده است.

## تاریخچه
این فدراسیون در سال ۱۹۹۹ میلادی تأسیس شد و ریاست فعلی آن را سرژ سارگسیان برعهده دارد. این فدراسیون عضو کامل en:International Floorball Federation می‌باشد.